# Tapinothele astuta
Tapinothele astuta är en spindelart som beskrevs av Simon 1898. Tapinothele astuta ingår i släktet Tapinothele och familjen vårdnätsspindlar. Inga underarter finns listade i Catalogue of Life.